# 維新の嵐 幕末志士伝
『維新の嵐 幕末志士伝』（いしんのあらし ばくまつししでん）は、1998年5月1日に光栄（現・コーエーテクモゲームス）から発売されたWindows用ゲーム。『維新の嵐』シリーズの第2作である。ジャンルはリコエイションゲームに分類される。幕末を舞台としたNHK大河ドラマ『徳川慶喜』の放送に合わせて発売された。
1999年2月4日に、一部のグラフィックやシステム、フリーキャラのイベントなどが修正・追加されたPlayStation（以下、PS）版が発売。2010年5月24日には、PS版をベースにした携帯電話向けゲーム版が配信された。

## 概要
本作は、前作『維新の嵐』同様、プレイヤーは幕末の志士となり説得活動などによって、雄藩の論を強化ないし転換することで日本の思想をまとめることがゲームの目的である。
プレイできる史実キャラクターは坂本龍馬と土方歳三のみとなり、他にプレイヤーが作成したフリーキャラクター（1名）でもプレイできる。また、非常に自由度が高かった前作に比べ、本作の史実キャラシナリオは史実に沿ったイベントが豊富となっている。
また、思想も国体思想である「佐幕 - 尊王」、国外思想の「開国 - 攘夷」、解決手段である「主戦 - 穏健」の3つの組み合わせで成立（例えば坂本龍馬は「尊王・攘夷・穏健」で、「尊王論」が初期の思想である）し、ステータスの「国内事情」「国外事情」が上昇することでレベルアップしていくという仕組みになっている。なお、自分の思想の国体思想が転向させられた場合にはゲームオーバーとなる。
新要素として、時流というステータスがある。グッドエンディングにするためにはただ思想を統一するだけでなく、時流を自分の思想と同じものにしたうえで、時流の思想と自分の思想を強化しなければならない。時流は説得活動だけでなくイベントでも変化する。
坂本龍馬編とフリーキャラ編では、一定期間までに時流を転換・強化できない場合にはバッドエンドもしくはゲームオーバーになり、土方歳三編ではほぼ史実に沿った結末を迎える。

## 説得活動
本作でも要人（藩主・家老・重臣、幕臣、公卿など）を説得して思想を転換・強化させることがメインとなる。説得はPS版などでリメイクされた前作と同様、カードバトル形式をとる。
しかし、本作では説得のためには情報カードと呼ばれるものが必要となる。話題の先見性を表現するアイテムで、説得の効果を上げる。これはいろいろな場所や要人から入手でき、事件や情報の重大さに応じたポイントがつく。これに主張の強弱を加えた合計ポイントが算出され、それの大小で勝敗が決定する。なお、情報カードには鮮度というデータがあり、これは時間と共に減少する。鮮度が低下すると情報カードの威力も減少するため、常に新鮮な情報が必要となる。
また、情報カードは自分の思想と同じものでなければ使用できない。例えば新撰組に関する情報は佐幕派でなければ、外国事情に関する情報は開国派でなければほとんど使用できない。

## シナリオ
坂本龍馬編―蒼龍の飛翔
1853年の黒船来航からゲームが開始されるが、実際に行動できるようになるのは1857年の江戸遊学からとなる。土佐勤王党結成まではほぼ史実に沿うシナリオであるが、その後の選択によってほぼ史実通りの海援隊の結成を経て大政奉還を目指す穏健シナリオと長州の尊王攘夷志士たちとともに武力倒幕を目指す主戦シナリオに分岐する。一度主戦シナリオに入ると穏健シナリオには戻れないので、選択は慎重に行う必要がある。
龍馬編には分岐点が多く、亀山社中が結成されないまま薩長同盟が結ばれたり、池田屋事件や禁門の変に参加する（主戦シナリオ）ことになったり、結婚相手が変化したりする。また、時流や龍馬のステータスによっては近江屋での暗殺を回避し、渡米するエンディングを見ることができる。
龍馬編はプレイ期間が長い（ただし、時間がスキップされる場面も多い）上、時流は有利な方へ向かいやすいため、難易度は低い。ただし、穏健シナリオでは時流の「穏健」への転換・強化がやや難しいことに、主戦シナリオは戦闘が多いことに注意が必要である。
土方歳三編―白虎咆哮
1862年の試衛館での剣術修行時代からシナリオが始まる。坂本龍馬シナリオと異なり、史実の流れから大きく外れることは無く、普通にプレイすれば修行時代から新撰組の結成と活躍、戊辰戦争を経て箱館戦争で戦死するまでを追体験できる（そのときどきの選択や説得活動によって微妙に史実とは異なる展開を見せるが、大きな流れは変わらない）。しかし、説得活動や新撰組の活躍などによって時流を大きく動かし、かつ土方自身のステータスも上げておけば長州征伐での勝利を経て、薩摩藩による謀略阻止（穏健エンド）もしくは薩摩藩討伐（主戦エンド）を迎えることもできる。
総じて、プレイ期間は短いわりに時流は不利な流れに向かいやすく、新撰組副長としての任務をこなしながら説得や情報収集、学問を行わねばならず、戦闘も多いため難易度は高い。
フリーキャラ編―維新の嵐
1862年ゲーム開始。キャラ作成時に国体思想・国外思想・解決手段、性格などを決定し、自分の思想の実現がプレイの目的となる（ただし、思想が攘夷の場合、グッドエンディングにはならない。グッドエンディングを目指すならばプレイ中にキャラの思想を攘夷から開国に転向させる必要がある。時流も同様）。例えば「尊王・主戦」思想であれば江戸城の無血開城を、「佐幕・穏健」であれば長州征伐を経て共和政体を目指すことになる。
史実キャラと異なり、強制イベントは少なく、前作に近い自由度でプレイできる。また、PS版に限り佐幕派ならば新撰組に加入できる。ちなみに、フリーキャラは芹沢派に属することになるため、入隊後の行動は慎重に行う必要がある。芹沢鴨とその一派への粛清から逃れなければゲームオーバーないし新撰組に追い掛け回される。粛清されなければその後も監察方として活躍できる。
フリーキャラの難易度は思想傾向や初期の能力設定に左右されるが、一般的に難易度は高めである。

## PC版とPS版の相違点
- PC版では高レベルの思想（薩長同盟や大政奉還、雄藩討伐など）は情報と同じように要人から入手することになっていたが、PS版ではステータスの国内・国外見識が一定になれば自動的に入手できる。
- PS版では海援隊の隊務が簡略化された。
- PC版には早朝・朝・昼・夕・夜の時間の観念があり、時間によって尊攘派浪人などに襲撃される確率や、戦闘の有利不利の影響があったが、PS版ではカットされた。
- 物価が修正された。
- PS版では寺田屋事件の際のお龍のグラフィックなどが修正された。
- PS版のフリーキャラ編では浪士組の参加を経ての新撰組入隊をはじめ、専用のイベントがいくつか追加された。
- PC版の説得はメインの情報カードに補助カードの数値と主張の強弱を加えた合計によるものだったが、PS版では情報カード＋主張の強弱のみとなった。また、PC版では説得中に同行者が援護することがあったが、PS版では無くなった。
- 各地の祭りや名物データがPS版ではいくつかカットされた。
- 同志への指示の「剣術の修行」がPS版ではカットされた。